# Дельта Рейну-Маасу-Шельди

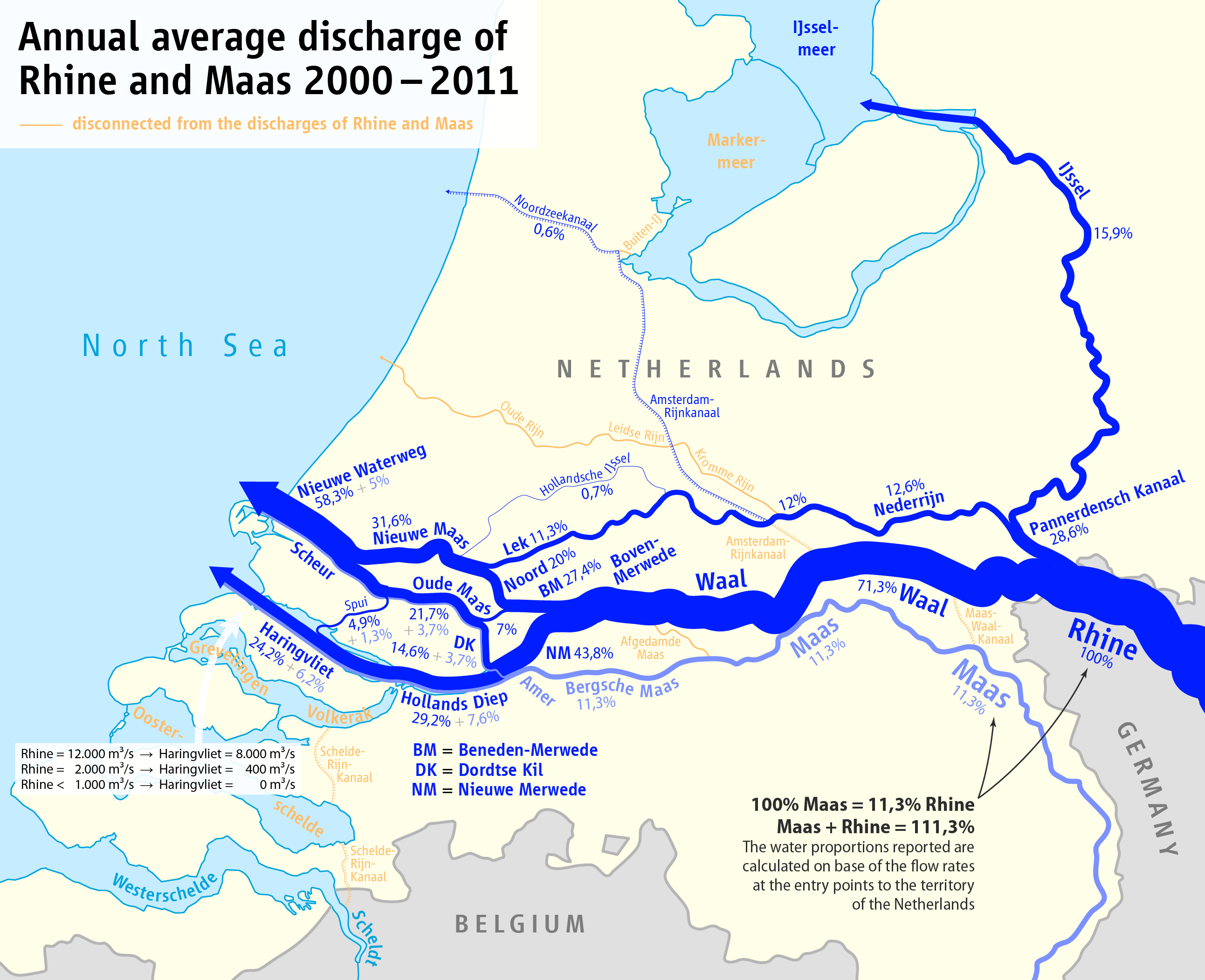
Розподіл води

Дельта Рейну-Маасу-Шельди — дельта річки в Нідерландах, що утворюється в результаті злиття річок Рейн, Маас і Шельда. Результатом цього є утворення безлічі островів, рукавів і відгалужень, а також каналів, що утворюють єдиний потік, який на своєму протязі може декілька разів міняти назву, наприклад, Рейн > Бейландс-канал > Паннерденс-канал > Недеррейн > Лек > Ньїве-Маас > Схер > Ніве-Ватервег > Північне море). Також іноді в єдину дельту включають гирло річки Шельда з її двома естуаріями (Східна і Західна Шельда).
Оскільки Рейн постачає більшу частину води, іноді використовують коротший термін — Дельта Рейну. Але цей термін також використовується для дельти річки Рейн при впадінні в Боденське озеро, тому для уточнення вживають термін дельта Рейну-Маасу, або дельта Рейну-Маасу-Шельди оскільки Шельда закінчується в той же дельті.
Економічне значення дельти Рейну-Маасу величезно, оскільки ці річки є судноплавними. Дельта розташована в південній половині Нідерландів і тягнеться до північної Бельгії. Основними портами в дельті є Роттердам, Антверпен, Фліссінген, Амстердам (через амстердамсько-рейнський канал) і Гент (через канал Гент-Тернезен). Ділянки суші в дельті захищені проектом «Дельта».

## Географія
Форма дельти Рейну визначається двома біфуркаціями: по-перше, у Міллінген-ан-де-Рейн, Рейн розгалужується на Вааль і Недеррейн, по-друге біля Арнему, Ейссел відгалужується від Недеррейн. Це створює три основні гирла, у двох з яких назви змінюються досить часто. Найбільше і найпівденніше основне гирло починається як Вааль і продовжується, як Бовен-Мерведе («Верхня Мерведе»), Бенеден-Мерведе («Нижня Мерведе»), Норд, Ньїве-Маас («Новий Маас»), Схер і Ніве-Ватервег («новий водний шлях»). Середня течія починається з Недеррейна, що далі продовжується як Лек, потім з'єднується з Нордом, тим самим утворюючи Ньїве-Маас. Північне гирло зберігає ім'я Ейсел, до впадіння в озеро Ейсселмер. Ще три гирла несуть значні обсяги води: Ніве-Мерведе («Новий Мерведе»), що відгалужується від південного гирла, з цього місця Бовен-Мерведе іменують Бенеден-Мерведе; Ауде-Маас («Старий Маас»), що відгалужується від південного гирла, з цього місця Бенеден-Мерведе іменується Норд, і Дордтсе Кіл, що відгалужується від Ауде-Маас.
До часів повені Святої Єлизавети (1421) Маас плинув на південь від сьогоднішньої лінії Мерведе-Ауде Маас у Північне море і формував архіпелаг-подібне гирло разом з Вааль і Лек. Цю систему численних заток, гирл, островів і кос, важко уявити собі сьогодні. З 1421 по 1904, Маас і Вааль мали злиття далі вгору за течією біля Горінхем утворюючи Мерведе. З метою захисту від повеней, Маас було відокремлено від Вааль через шлюз і відводиться по новому каналу, що прямує паралельно старому річищу, під назвою «Бергсе-Маас». Тепер Маас біля Хесдена розділяється на Афгедамде-Маас і Бергсе-Маас. Афгедамде-Маас тече на північ, поки не зливається з річкою Вааль (основний рукав Рейну), утворюючи Бовен-Мерведе; Бергсе-Маас же продовжує текти на захід як основне русло Маасу. Частина Мерведе (Ніве-Мерведе) знову зливається з Бергсе-Маас, утворюючи естуарій Холландс-Діп.
Північно-західну частину гирла (біля Хук-ван-Холланд), досі називають Масмонд («Гирло Маасу»), ігноруючи той факт, що наразі тут плине тільки рейнська вода. Це може пояснити плутанину назв з різних гирл.

## Ресурси Інтернету
- State of the art on academic research in the Rhine-Meuse-Scheldt delta [Архівовано 3 квітня 2018 у Wayback Machine.]

51°43′50″ пн. ш. 4°42′57″ сх. д. / 51.730431° пн. ш. 4.715881° сх. д.